# Robert Shirley

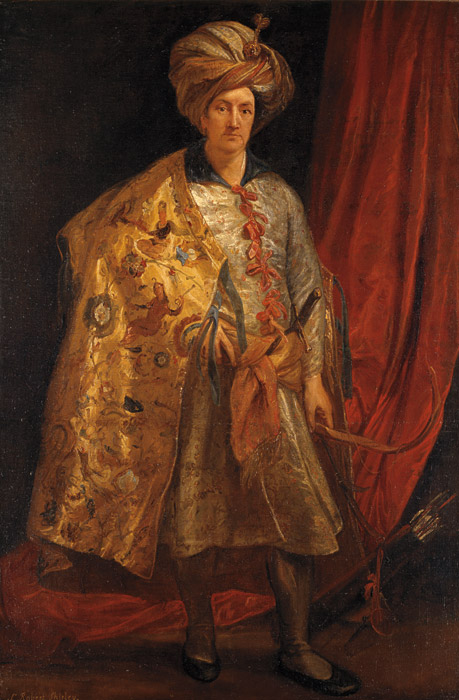
Sir Robert Shirley; Gemälde von Anthonis van Dyck, Rom 1622

Sir Robert Shirley (auch Sherley; * um 1581; † 13. Juli 1628 in Qazvin) war ein englischer Reisender und Abenteurer. Er war der jüngere Bruder von Anthony und Thomas Shirley.

## Diplomatische Aktivitäten
Robert ging mit seinem Bruder Anthony im Jahr 1598 nach Persien. Anthony Shirley wurde mit 5000 Pferden dorthin entsandt, um die persische Armee nach den Regeln der englischen Miliz auszubilden; so blieb er von Dezember 1599 bis Mai 1600 im safawidischen Persien. Er wurde gleichfalls beauftragt, die Artillerie zu reformieren und umzuschulen. Als er Persien verließ, ließ er seinen Bruder Robert mit 14 Engländern zurück, die schließlich für Jahre in Persien blieben.
Nach der Heirat mit Teresia (Teresa), einer tscherkessischen Adligen, blieb er bis zum Jahr 1608 in Persien, als Schah Abbas I. ihn auf einem diplomatischen Botengang zu Jakob I. sowie zu anderen europäischen Prinzen entsandte; er wurde wie sein Bruder dazu eingesetzt, als Botschafter zu mehreren christlichen Monarchen zu reisen, um diese zu einem Bündnis gegen das Osmanische Reich zu einen.

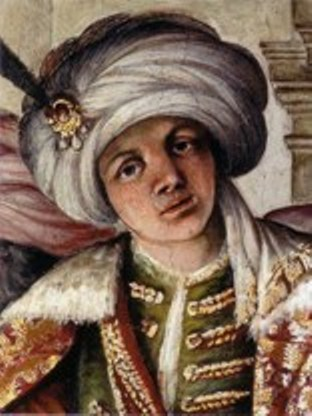
Unbekannter Maler um 1615/16: Robert Shirley im Quirinalspalast in Rom

Mit diesem Auftrag ging er zuerst nach Polen-Litauen, wo er von Sigismund III. Wasa empfangen wurde. Im Juni des gleichen Jahres reiste er nach Deutschland, wo er den Titel eines Pfalzgrafen erhielt und von Rudolf II. zum Ritter des Heiligen Römischen Reiches ernannt wurde. Auch Papst Paul V. verlieh ihm den Titel eines Grafen. Von Deutschland aus ging er nach Florenz und Rom, wo er am Sonntag, den 27. September 1609 eintraf, begleitet von einem Gefolge von 18 Personen. Danach besuchte er Mailand und Genua, von wo aus er mit dem Schiff nach Spanien reiste; Barcelona erreichte er im Dezember 1609. Er ließ seine persische Frau nachkommen und blieb in Spanien, hauptsächlich in Madrid, bis zum Sommer 1611.
Im Jahr 1613 kehrte er nach Persien zurück, ging allerdings 1615 erneut nach Europa und lebte fortan in Madrid. Zufällig traf Shirleys Karawane 1615 in der persischen Wüste auf Thomas Coryate, einem als exzentrisch geltenden Reiseschriftsteller. Shirleys dritte Reise nach Persien unternahm er 1627, aber kurz nachdem er das Land erreichte, starb er in Qazvin.